# Fay Allen
Pour les articles homonymes, voir Allen.
Sislin Fay Allen, dite Fay Allen, née le 20 mars 1938 à Sainte-Catherine (Jamaïque) et morte le 5 juillet 2021 à Ocho Rios (Jamaïque), est une policière britannique et jamaïcaine. Elle servit dans la Metropolitan Police Service, la police de Londres, puis dans la police jamaïcaine.

## Biographie
Fay Allen naît en Jamaïque,. Elle passe son diplôme d'infirmière d'état et travaille au Queen's Hospital de Croydon, un hôpital gériatrique du sud de Londres. Elle se marie à un autre immigrant jamaïcain et a deux enfants, l'un étant probablement né après qu'elle a travaillé pour la police.
Allen s'est toujours intéressée à la police. En 1968, elle trouve une offre d'emploi à laquelle elle postule et est sélectionnée. Elle devient ainsi la première policière noire britannique et sert dans la Metropolitan Police.
Dans une interview, elle déclare plus tard : « Le jour de mon arrivée, j'ai failli me casser une jambe en essayant de fuir les journalistes ; j'ai alors réalisé que je faisais l'histoire. Mais je n'ai pas voulu faire l'histoire ; Je voulais juste un changement de direction. »
Après une formation à Peel House (en),, elle est affectée à la police de Fell Road à Croydon, où elle vit, le 29 avril 1968, âgée de 29 ans. Elle subit plus de préjugés de la communauté noire que de ses collègues ou des Blancs de Croydon et est largement accueillie par la curiosité et un intérêt considérable des médias, bien que la Metropolitan Police reçoive des lettres racistes au sujet de sa nomination. Les lettres de menaces qu'elle reçoit lorsqu'elle commence à travailler à Fell Road l'ont amenée à se demander si elle veut rester dans la police,. Après un an à Croydon, elle est mutée au bureau des personnes disparues à Scotland Yard pendant un certain temps avant d'être mutée ensuite à la police de Norbury.
En 1972, elle démissionne de la Metropolitan Police pour retourner en Jamaïque avec sa famille. Là, elle rejoint la police jamaïcaine. Elle retourne en Grande-Bretagne et, en 2015, elle vit dans le sud de Londres.
Elle meurt le 5 juillet 2021 à l'age de 83 ans à Ocho Rios.